# Andy García
Andy García, właśc. Andrés Arturo García Menéndez (ur. 12 kwietnia 1956 w Bejucal) – kubańsko-amerykański aktor i reżyser, laureat Złotego Globu za rolę kubańskiego trębacza i pianisty jazzowego Arturo Sandovala w filmie telewizyjnym HBO Miłość lub ojczyzna. Historia Artura Sandovala (For Love or Country: The Arturo Sandoval Story, 2000) w reżyserii Josepha Sargenta.
W 1995 otrzymał własną gwiazdę w Alei Gwiazd w Los Angeles znajdującą się przy 7000 Hollywood Boulevard.

## Życiorys

### Wczesne lata
Urodził się w Bejucal, w prowincji Mayabeque, do 2010 prowincji Hawana, w rodzinie katolickiej jako syn nauczycielki języka angielskiego Amelie (z domu Menéndez) Garcíi i prawnika René Garcíi Núñeza. Wychowywał się z siostrą Tessi i bratem René (jego brat bliźniak zmarł w macicy). W wieku pięciu lat wyjechał z rodzinnej Hawany. Jego rodzina osiedliła się w Miami Beach, uciekając przed inwazją w Zatoce Świń i komunistycznymi rządami Castro. W ciągu kilku lat zbudowali milionową firmę perfumeryjną. García uczęszczał do Miami Beach Senior High School, gdzie grał w drużynie koszykówki. Podczas ostatniego roku w szkole średniej zachorował na mononukleozę. Brał udział w zajęciach aktorskich z Jayem W. Jensenem. Ostatecznie wybrał aktorstwo i po studiach na stanowym uniwersytecie Florida International University zadebiutował w miejscowym teatrze.

### Kariera
Na początku lat 80. przeniósł się do Los Angeles, gdzie pojawił się w serialu NBC Posterunek przy Hill Street (1981), a także w komedii Blue Skies Again (1983) z Mimi Rogers. Został zauważony przez Briana De Palmę kompletującego obsadę do dramatu kryminalnego Nietykalni (The Untouchables, 1987). Po roli dobrego gliny w dreszczowcu Wydział wewnętrzny (Internal Affairs, 1990) reżyser Francis Ford Coppola złożył mu propozycję zagrania brutalnego zabijaki Dona Vincenta 'Vinniego' Manciniego-Corleone w ostatniej odsłonie losów słynnej mafijnej rodziny Corleone Ojciec chrzestny III (The Godfather: Part III, 1990). Rola ta przyniosła mu nominację do nagrody Oscara i Złotego Globu. 
Idąc za ciosem grywał potem podobnych twardzieli: detektywów (Jennifer 8 (Jennifer Eight, 1992), cwaniaczków Przypadkowy bohater (Hero, 1992)), byłych gangsterów (Rzeczy, które robisz w Denver będąc martwym (Things to Do in Denver When You're Dead, 1995)), włoskich mafiosów (Hoodlum (1997)) i gliniarzy (W akcie desperacji (Desperate Measures (1998)). Ale równie wielkiego sukcesu nie odniósł. Spodobał się natomiast w dramacie Kiedy mężczyzna kocha kobietę (When a Man Loves a Woman, 1994), w którym stworzył przejmującą kreację męża wspierającego walczącą z alkoholizmem żonę.
Znaczący akcent w swojej karierze zawdzięcza roli czarnego charakteru w trzech częściach Ocean’s Eleven: Ryzykowna gra (Ocean’s Eleven, 2001), Ocean’s Twelve: Dogrywka (Ocean’s Twelve, 2004) i Ocean’s Thirteen (2007). Jako kuty na cztery nogi właściciel kasyna Terry Benedict jest bezwzględny, zły do szpiku kości i ma fioła na punkcie władzy.
Oprócz aktorstwa jego pasją jest muzyka – codziennie gra na fortepianie i bongosach, komponuje i produkuje płyty. 
Jako reżyser ma na koncie dokumentalny film Cachao... Como Su Ritmo No Hay Dos (1993) o twórcy mambo, Israelu Lopezie. Kolejny jego film Hawana – miasto utracone (The Lost City, 2005) to nostalgiczna opowieść o stolicy Kuby z końca lat 50.

### Życie prywatne
Jest praktykującym katolikiem. Od 1982 roku żonaty z Kubanką Marivi Victorią Lorido, z którą ma czworo dzieci: Dominika Cristinę (ur. 16 sierpnia 1984), Daniella (ur. 3 stycznia 1988), Alessandrę Andreę (ur. 20 czerwca 1991) i Andresa Antonio (ur. 28 stycznia 2002).

## Filmografia

### Filmy fabularne
| Rok  | Tytuł filmu                                                                                         | Rola                                          | Reżyseria                                              |
| ---- | --------------------------------------------------------------------------------------------------- | --------------------------------------------- | ------------------------------------------------------ |
| 1983 | Blue Skies Again                                                                                    | Ken                                           | Richard Michaels                                       |
| 1983 | A Night in Heaven                                                                                   | T.J. – barman                                 | John G. Avildsen                                       |
| 1983 | Guaguasi                                                                                            | Ricardo                                       | Jorge Ulla                                             |
| 1984 | Samotny facet (The Lonely Guy)                                                                      |                                               | Arthur Hiller                                          |
| 1985 | Niebezpieczna aura (The Mean Season)                                                                | Ray Martínez                                  | Phillip Borsos                                         |
| 1986 | Śmierć na wiele sposobów (8 Million Ways to Die)                                                    | Angel Moldonado                               | Hal Ashby                                              |
| 1987 | Nietykalni (The Untouchables)                                                                       | agent George Stone/Giuseppe Petri             | Brian De Palma                                         |
| 1988 | Wszystko albo nic (Stand and Deliver)                                                               | dr Ramírez                                    | Ramón Menéndez                                         |
| 1988 | Brudne pieniądze (Clinton and Nadine, TV)                                                           | Clinton Dillard                               | Jerry Schatzberg                                       |
| 1988 | Amerykańska ruletka (American Roulette)                                                             | Carlos Quintas                                | Maurice Hatton                                         |
| 1989 | Czarny deszcz (Black Rain)                                                                          | detektyw Charlie Vincent                      | Ridley Scott                                           |
| 1990 | Wydział wewnętrzny (Internal Affairs)                                                               | Raymond Avila                                 | Mike Figgis                                            |
| 1990 | Pokaz siły (A Show of Force)                                                                        | Luis Ángel Mora                               | Bruno Barreto                                          |
| 1990 | Ojciec chrzestny III (The Godfather: Part III)                                                      | Vincent Mancini                               | Francis Ford Coppola                                   |
| 1991 | Umrzeć powtórnie (Dead Again)                                                                       | Gray Baker                                    | Kenneth Branagh                                        |
| 1992 | Jennifer 8 (Jennifer Eight)                                                                         | sierżant John Berlin                          | Bruce Robinson                                         |
| 1992 | Przypadkowy bohater (Hero)                                                                          | John Bubber                                   | Stephen Frears                                         |
| 1994 | Kiedy mężczyzna kocha kobietę (When a Man Loves a Woman)                                            | Michael Green                                 | Luis Mandoki                                           |
| 1995 | Rzeczy, które robisz w Denver, będąc martwym (Things to Do in Denver when You’re Dead)              | Jimmy "święty Jimmy" Tosnia                   | Gary Fleder                                            |
| 1995 | Braterskie porachunki (Steal Big, Steal Little)                                                     | Ruben Partida Martinez/Robert Martin/Narrator | Andrew Davis                                           |
| 1995 | Młodzi gniewni (Dangerous Minds)                                                                    | sceny usunięte                                | John N. Smith                                          |
| 1996 | Noc na Manhattanie (Night Falls on Manhattan)                                                       | Sean Casey                                    | Sidney Lumet                                           |
| 1997 | Zniknięcie Garcia Lorca (Disappearance of Garcia Lorca)                                             | Federico García Lorca                         | Marcos Zurinaga                                        |
| 1997 | Gangster (Hoodlum)                                                                                  | Lucky Luciano                                 | Bill Duke                                              |
| 1998 | W akcie desperacji (Desperate Measures)                                                             | Frank Conner                                  | Barbet Schroeder                                       |
| 1999 | Z miłości do... (Just the Ticket)                                                                   | Gary Starke                                   | Richard Wenk                                           |
| 1999 | Trudny wybór (Swing Vote, TV)                                                                       | Joseph Kirkland                               | David Anspaugh                                         |
| 2000 | Lakeboat                                                                                            | Guigliani                                     | Joe Mantegna                                           |
| 2000 | Miłość lub ojczyzna. Historia Artura Sandovala (For Love or Country: The Arturo Sandoval Story, TV) | Arturo Sandoval                               | Joseph Sargent                                         |
| 2001 | Milczenie (The Unsaid)                                                                              | Michael Hunter                                | Tom McLoughlin                                         |
| 2001 | Gra w słowa (The Man from Elysian Fields)                                                           | Byron Tiller                                  | George Hickenlooper                                    |
| 2001 | Ocean’s Eleven: Ryzykowna gra (Ocean’s Eleven)                                                      | Terry Benedict                                | Steven Soderbergh                                      |
| 2003 | Przekręt doskonały (Confidence)                                                                     | agent specjalny Gunther Butan                 | James Foley                                            |
| 2003 | Zupełnie jak Mona (Just Like Mona)                                                                  |                                               | Joe Pantoliano                                         |
| 2004 | Amnezja (Twisted)                                                                                   | Mike Delmarco                                 | Philip Kaufman                                         |
| 2004 | Modigliani, pasja tworzenia (Modigliani)                                                            | Amedeo Modigliani                             | Mick Davis                                             |
| 2004 | Ocean’s Twelve: Dogrywka (Ocean’s Twelve)                                                           | Terry Benedict                                | Steven Soderbergh                                      |
| 2005 | Hawana – miasto utracone (The Lost City)                                                            | Fico Fellove                                  | Andy García (także scenarzysta i producent wykonawczy) |
| 2005 | Uwięziona we śnie (The Lazarus Child)                                                               | Jack Heywood                                  | Graham Theakston                                       |
| 2006 | As w rękawie (Smokin' Aces)                                                                         | Stanley Locke                                 | Joe Carnahan                                           |
| 2007 | Ocean’s Thirteen                                                                                    | Terry Benedict                                | Steven Soderbergh                                      |
| 2007 | Odwrócić przeznaczenie (The Air I Breathe)                                                          | Fingers                                       | Jieho Lee                                              |
| 2008 | Cziłała z Beverly Hills (Beverly Hills Chihuahua)                                                   | Delgado (głos)                                | Raja Gosnell                                           |
| 2008 | Zakochany Nowy Jork (New York, I Love You)                                                          | Garry                                         | Jiang Wen                                              |
| 2009 | Różowa Pantera 2 (The Pink Panther 2)                                                               | inspektor Vicenzo Brancaleone                 | Harald Zwart                                           |
| 2009 | City Island                                                                                         | Vince Rizzo                                   | Raymond De Felitta                                     |
| 2009 | Szlak śmierci (La Linea)                                                                            | Javier Salazar                                | James Cotten                                           |
| 2010 | Across the Line: The Exodus of Charlie Wright                                                       | Jorge Garza                                   | R. Ellis Frazier                                       |
| 2011 | 5 dni wojny (5 Days of August)                                                                      | Micheil Saakaszwili                           | Renny Harlin                                           |
| 2012 | Mroczna prawda (A Dark Truth)                                                                       | Jack Begosian                                 | Damian Lee                                             |
| 2012 | Cristiada (For Greater Glory: The True Story of Cristiada)                                          | generał Enrique Gorostieta Velarde            | Dean Wright                                            |
| 2013 | Open Road                                                                                           | Chuck                                         | Márcio Garcia                                          |
| 2013 | Dzień w Middleton (At Middleton)                                                                    | George Hartman                                | Adam Rodgers                                           |
| 2014 | Udając gliniarzy (Let's Be Cops)                                                                    | detektyw Brolin                               | Luke Greenfield                                        |
| 2014 | Wyrok za prawdę (Kill the Messenger)                                                                | Norwin Meneses                                | Michael Cuesta                                         |
| 2014 | Rob the Mob                                                                                         | Big Al                                        | Raymond De Felitta                                     |
| 2014 | Rio 2                                                                                               | Eduardo (głos)                                | Carlos Saldanha                                        |
| 2016 | Ghostbusters: Pogromcy duchów (Ghostbusters: Answer the Call )                                      | major Bradley                                 | Paul Feig                                              |
| 2016 | Max Steel                                                                                           | dr Miles Edwards                              | Stewart Hendler                                        |
| 2016 | Wspomnienia płatnego zabójcy (True Memoirs of an International Assassin)                            | El Toro                                       | Jeff Wadlow                                            |
| 2016 | Pasażerowie (Passengers)                                                                            | admirał Norris                                | Morten Tyldum                                          |
| 2017 | Geostorm                                                                                            | Andrew Palma                                  | Dean Devlin                                            |
| 2018 | Pozycja obowiązkowa (Book Club)                                                                     | Mitchell                                      | Bill Holderman                                         |
| 2018 | My Dinner with Hervé (TV)                                                                           | Ricardo Montalbán                             | Sacha Gervasi                                          |
| 2018 | Złe psy (Bent)                                                                                      | Jimmy Murtha                                  | Robert Moresco                                         |
| 2018 | Mamma Mia: Here We Go Again!                                                                        | Fernando Cienfuegos                           | Ol Parker                                              |
| 2018 | Przemytnik (The Mule)                                                                               | Laton                                         | Clint Eastwood                                         |
| 2019 | Zabójczy umysł (Against the Clock)                                                                  | Gerald Hotchkiss                              | Mark Polish                                            |
| 2020 | Przewrotny umysł (Words on Bathroom Walls)                                                          | Ojciec Patrick                                | Thor Freudenthal                                       |
| 2020 | Ana                                                                                                 | Rafa                                          | Charles McDougall                                      |
| 2020 | What About Love                                                                                     | Peter Tarlton                                 | Klaus Menzel                                           |
| 2021 | Barb i Star jadą do Vista Del Mar (Barb and Star Go to Vista Del Mar)                               | Tommy Bahama                                  | Josh Greenbaum                                         |
| 2021 | Jeden gniewny człowiek (Wrath of Man)                                                               | Agent King                                    | Guy Ritchie                                            |
| 2021 | Big Gold Brick                                                                                      | Floyd                                         | Brian Petsos                                           |
| 2021 | Dzień odkupienia (Redemption Day)                                                                   | Ambasador Earl Williams                       | Hicham Hajji                                           |
| 2021 | Hemingway & Fuentes                                                                                 | Fuentes                                       | Andy Garcia (także scenarzysta i producent)            |

### seriale TV
- 1978: ¿Qué pasa, U.S.A.? jako chłopak Carmen
- 1981: Posterunek przy Hill Street (Hill Street Blues) jako uliczny dzieciak
- 1984: Napisała: Morderstwo jako biały twardziel
- 1984: Posterunek przy Hill Street (Hill Street Blues) jako Ernesto
- 1985: Alfred Hitchcock przedstawia (Alfred Hitchcock Presents) jako Alejandro
- 2001: Frasier jako Terrance (głos)
- 2003: Will & Grace jako Milo
- 2010: Top Gear - gość
- 2011: Simpsonowie (The Simpsons) jako zręczny wydawca (głos)
- 2012: Dora poznaje świat (Dora the Explorer) jako Don Kichot
- 2016: Gracze (Ballers) jako Andre Allen
- 2024: Negocjator (Landman) jako Galino, boss kartelu